# Lingua muroma
La lingua muroma era una lingua finnica parlata dalle tribù murome in quello che oggi è la regione di Murom all'incirca nell'area centrale della Russia europea. Non si sa quasi niente di questa lingua, ma era probabilmente strettamente imparentata alla lingua mokša e a quella erza. Il muromo si estinse probabilmente nel Medioevo, quando le tribù murome furono assimilate da quelle slave.